# Militärhistorisches Museum Flugplatz Berlin-Gatow
Militärhistorisches Museum Flugplatz Berlin-Gatow (z niem. Muzeum Wojskowo-Historyczne Bundeswehry – lotnisko Berlin-Gatow) – muzeum sił powietrznych (Luftwaffe) Bundeswehry. Placówka mieści się na terenie dawnej bazy RAF na berlińskim lotnisku Gatow, w dzielnicy Gatow.

## Historia
Historia berlińskiego muzeum zaczęła się w 1957 roku w Appen niedaleko Hamburga w RFN. W hali sportowej powstała mała prywatna kolekcja lotniczych mundurów i pamiątek oraz uzbrojenia. Z czasem kolekcja wzbogacała się o samoloty, śmigłowce, silniki lotnicze i rakiety. W 1987 roku muzeum zostało oficjalnie przejęte przez Bundesluftwaffe. Po zjednoczeniu Niemiec placówka była jedną z pierwszych, która została przeniesiona do Berlina. W chwili rozpoczęcia przenosin w marcu 1995 roku muzeum liczyło ponad 15 tysięcy eksponatów w tym ponad 100 samolotów i śmigłowców, większość z nich została przetransportowana lotem, przez śmigłowce transportowe. 23 września 1995 roku muzeum zostało ponownie otwarte dla zwiedzających. Największą część kolekcji stanowią samoloty i śmigłowce używane w powojennej historii Niemiec, są również repliki szybowców i samolotów powstałych w pionierskich czasach lotnictwa oraz I wojny światowej. Obecnie placówka liczy ponad 200 000 eksponatów w tym 155 samolotów i śmigłowców oraz 5000 uniformów. Na terenie muzeum prezentowane są również eksponaty związane z historią Gatow w okresie kiedy był on bazą RAF.

## Galeria

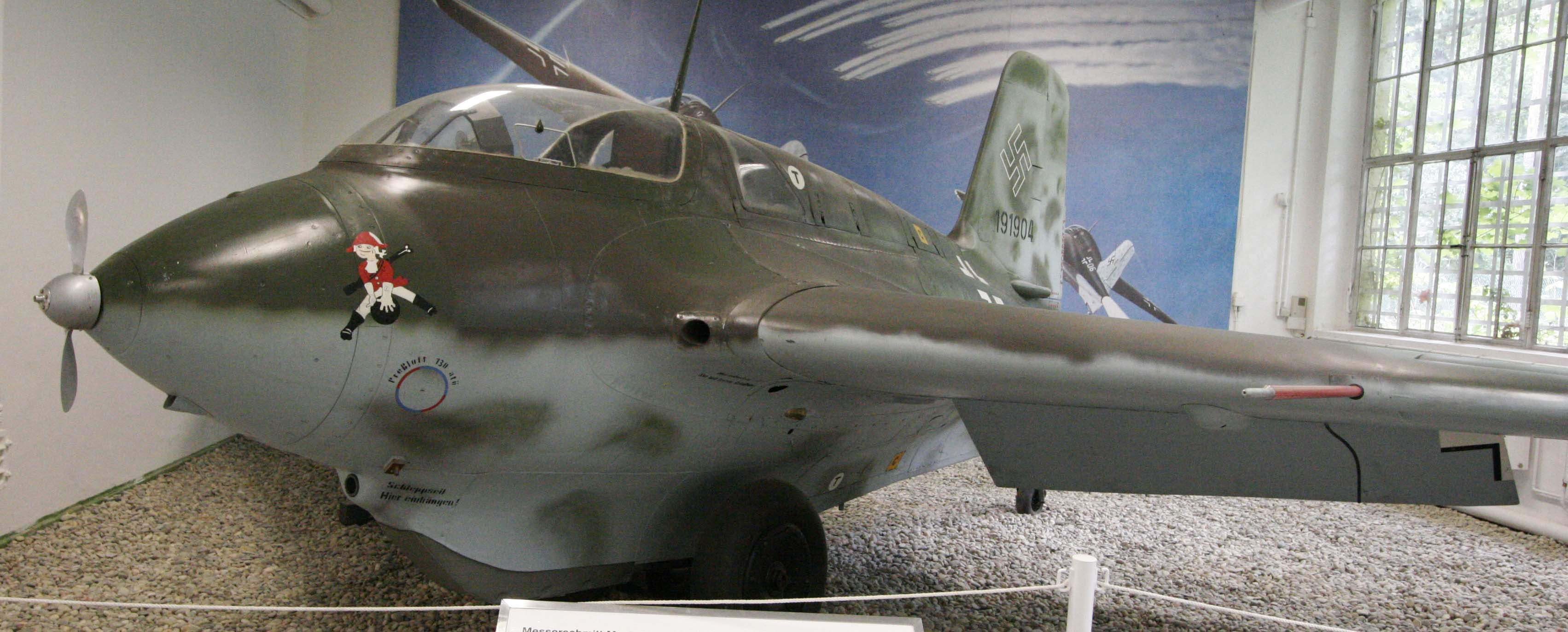
Messerschmitt Me 163
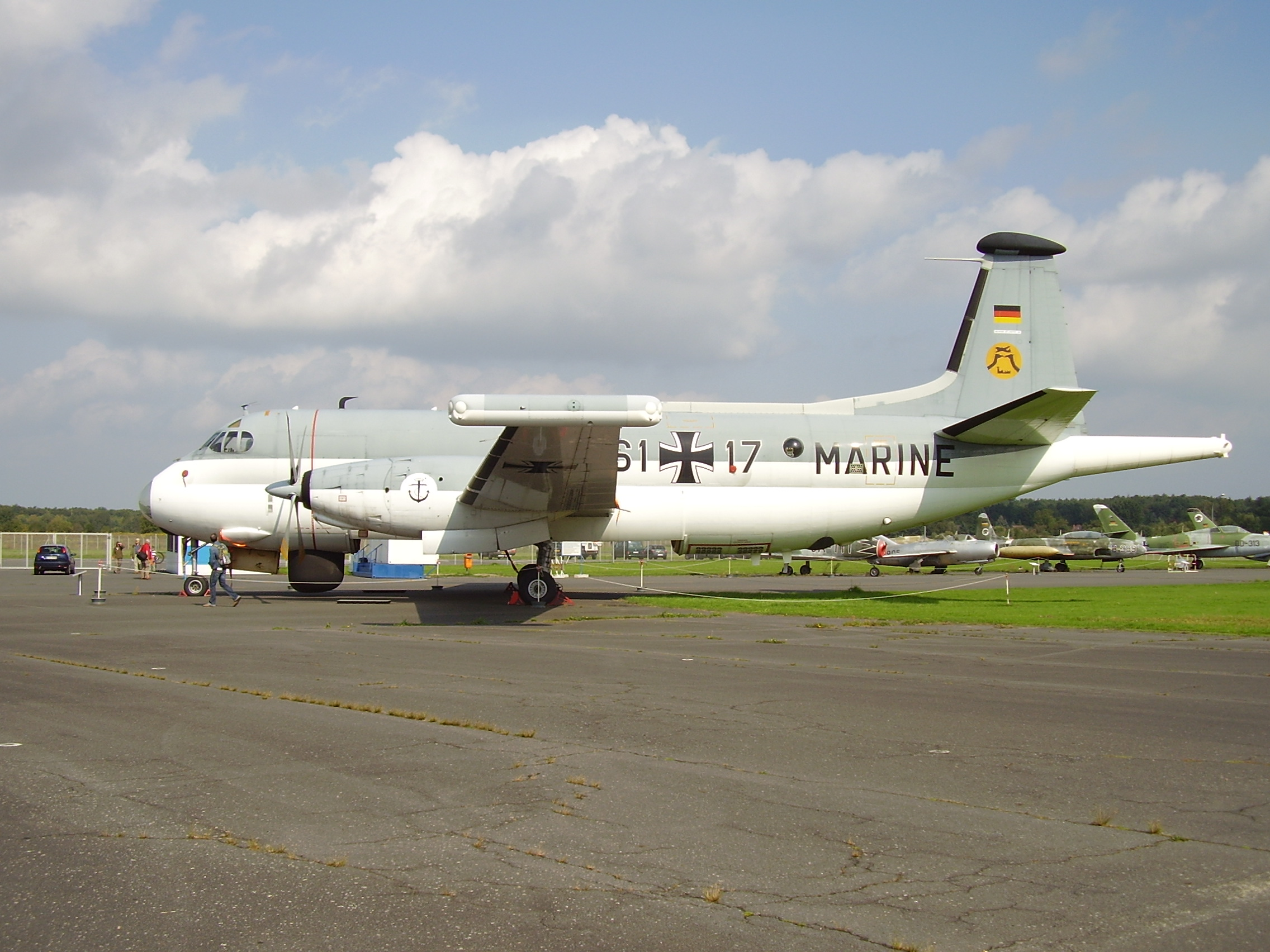
Breguet Atlantic
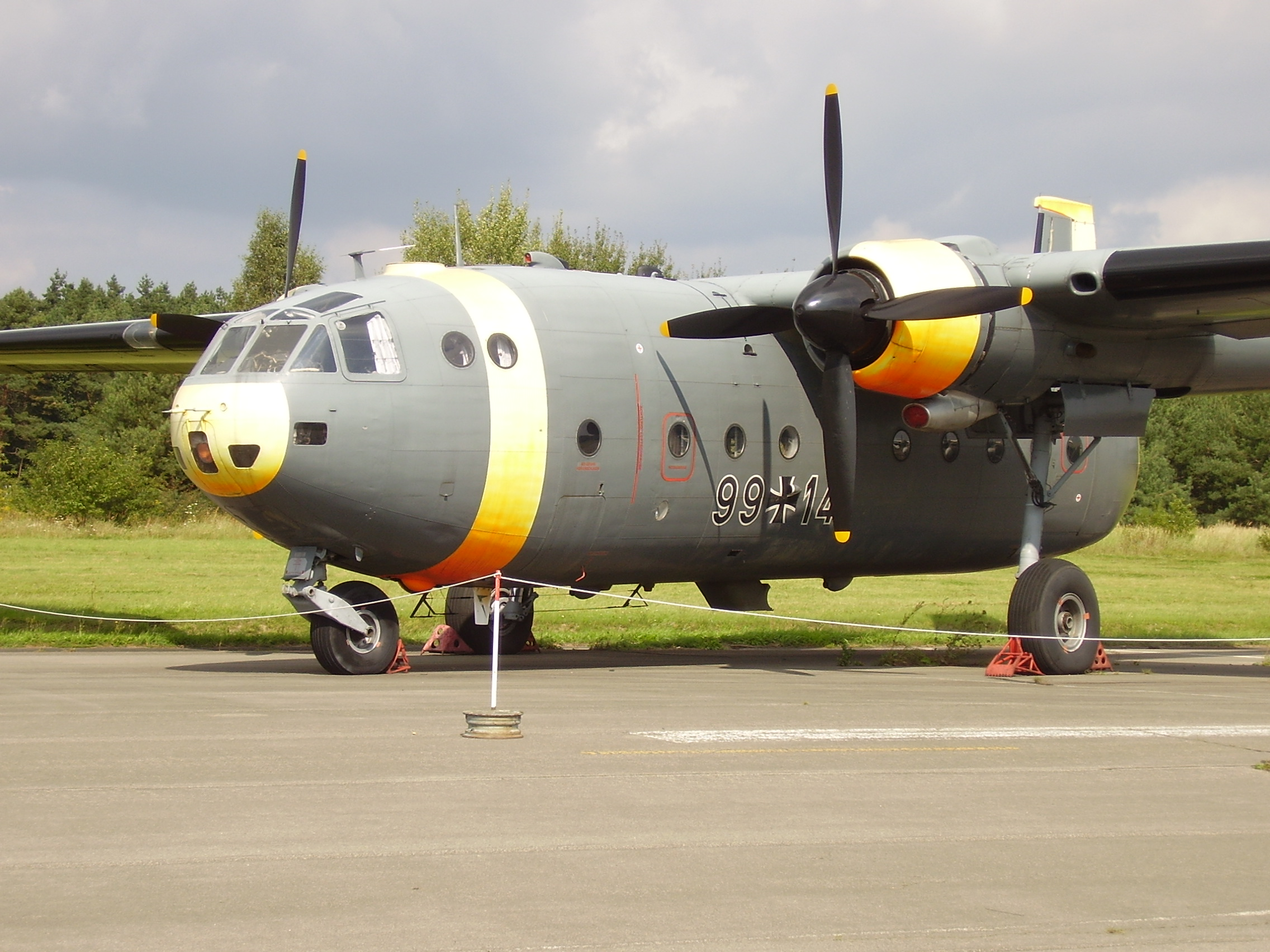
Nord Noratlas
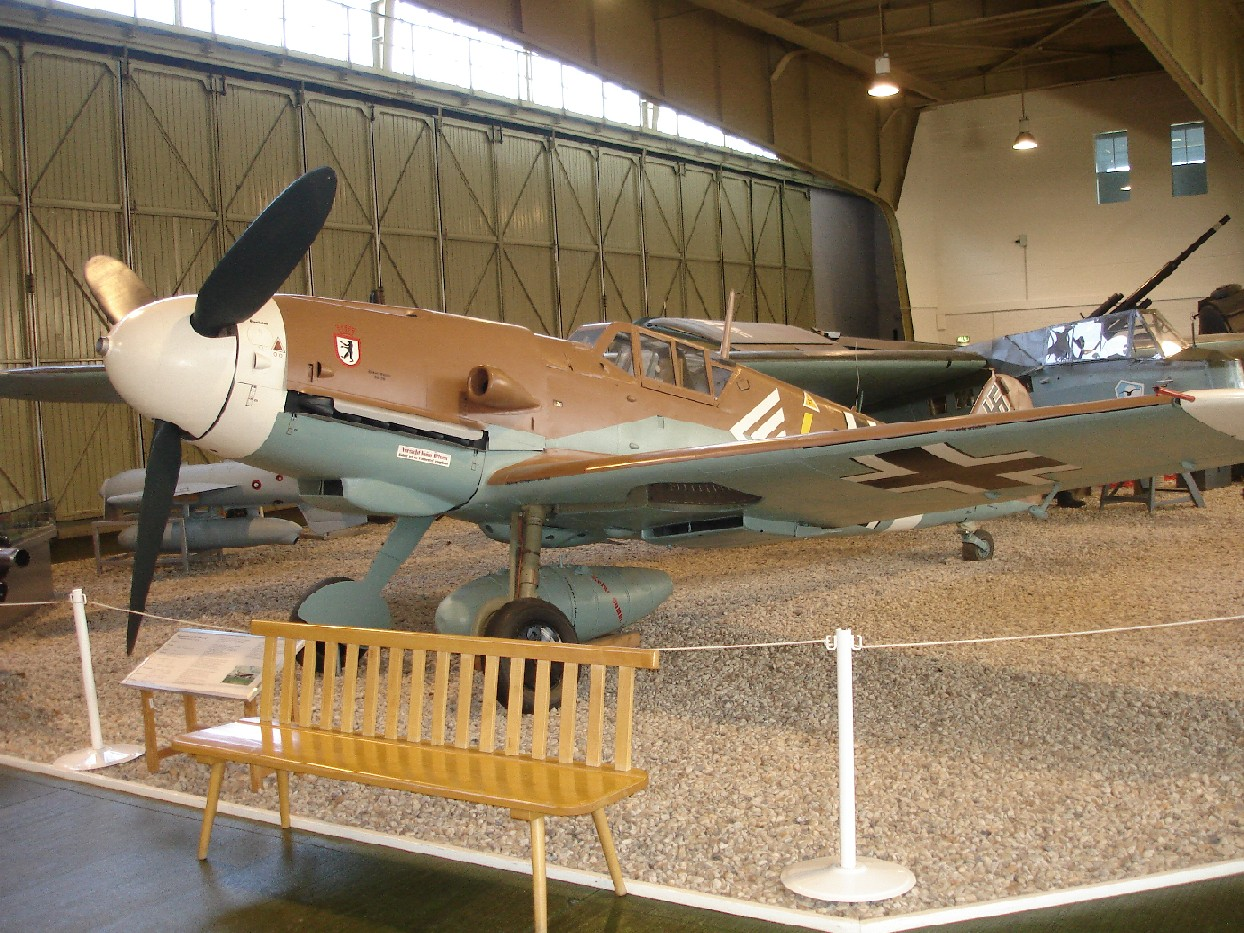
Bf 109-G2
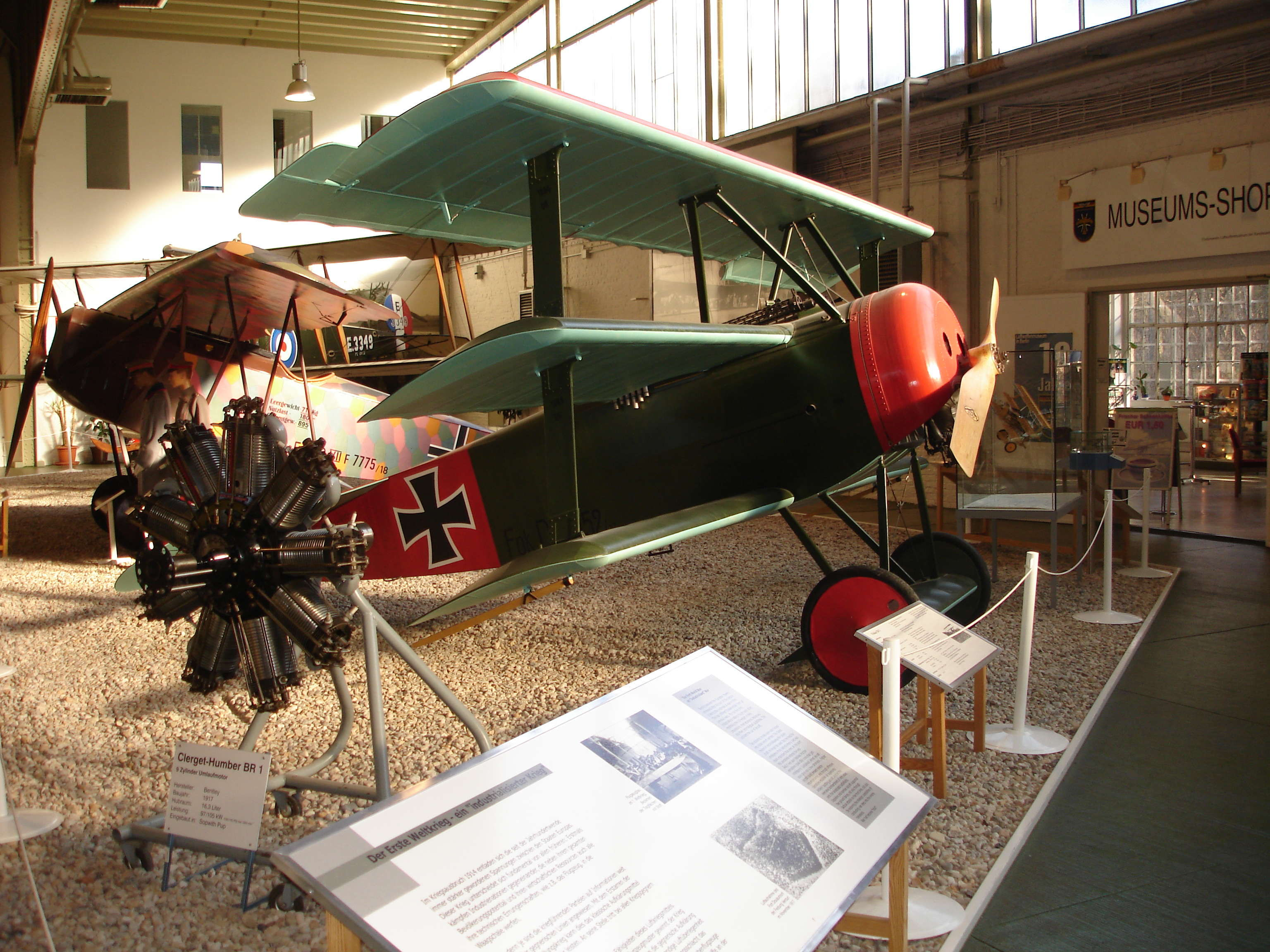
Fokker Dr.I
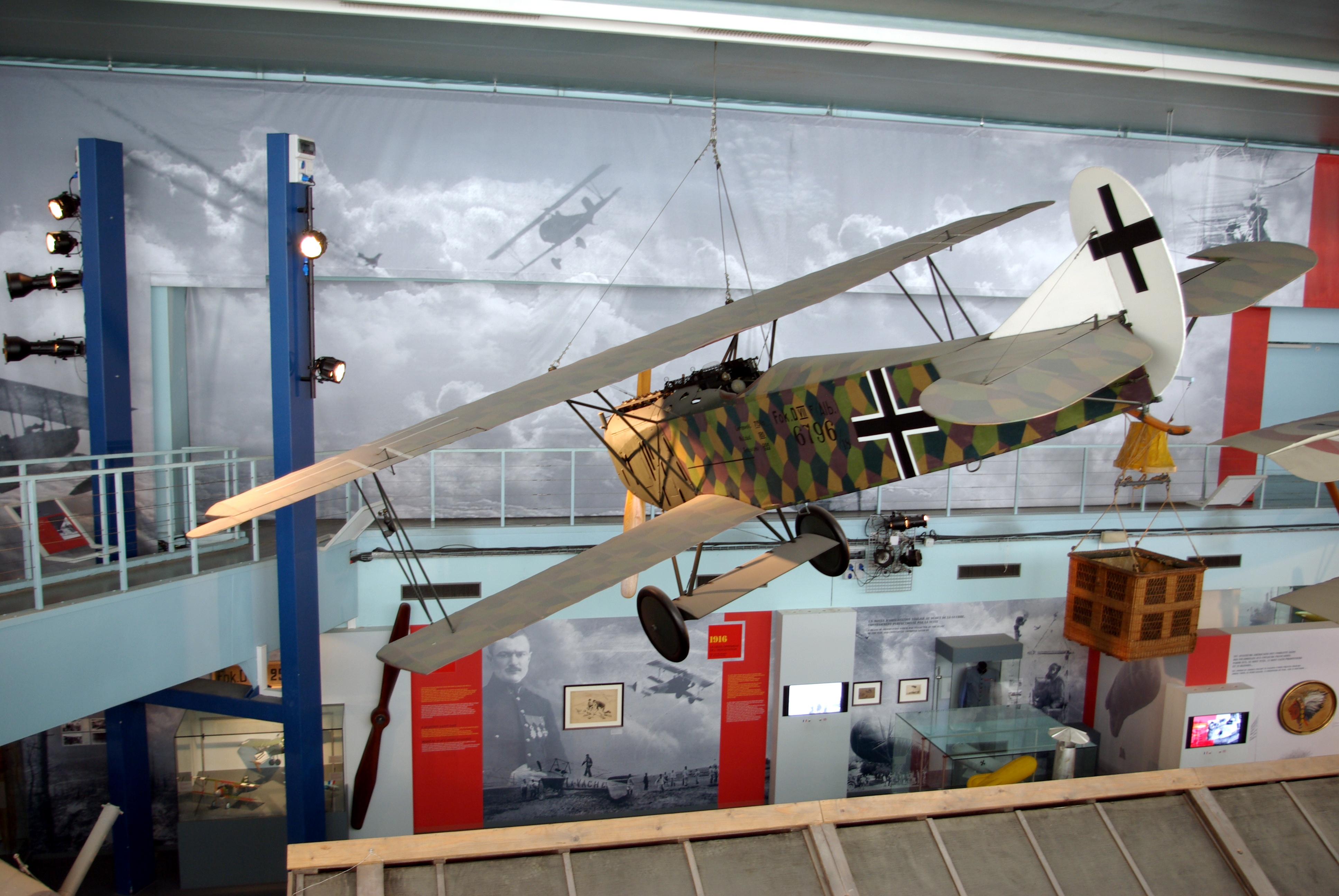
Replika Fokkera D.VII(F)
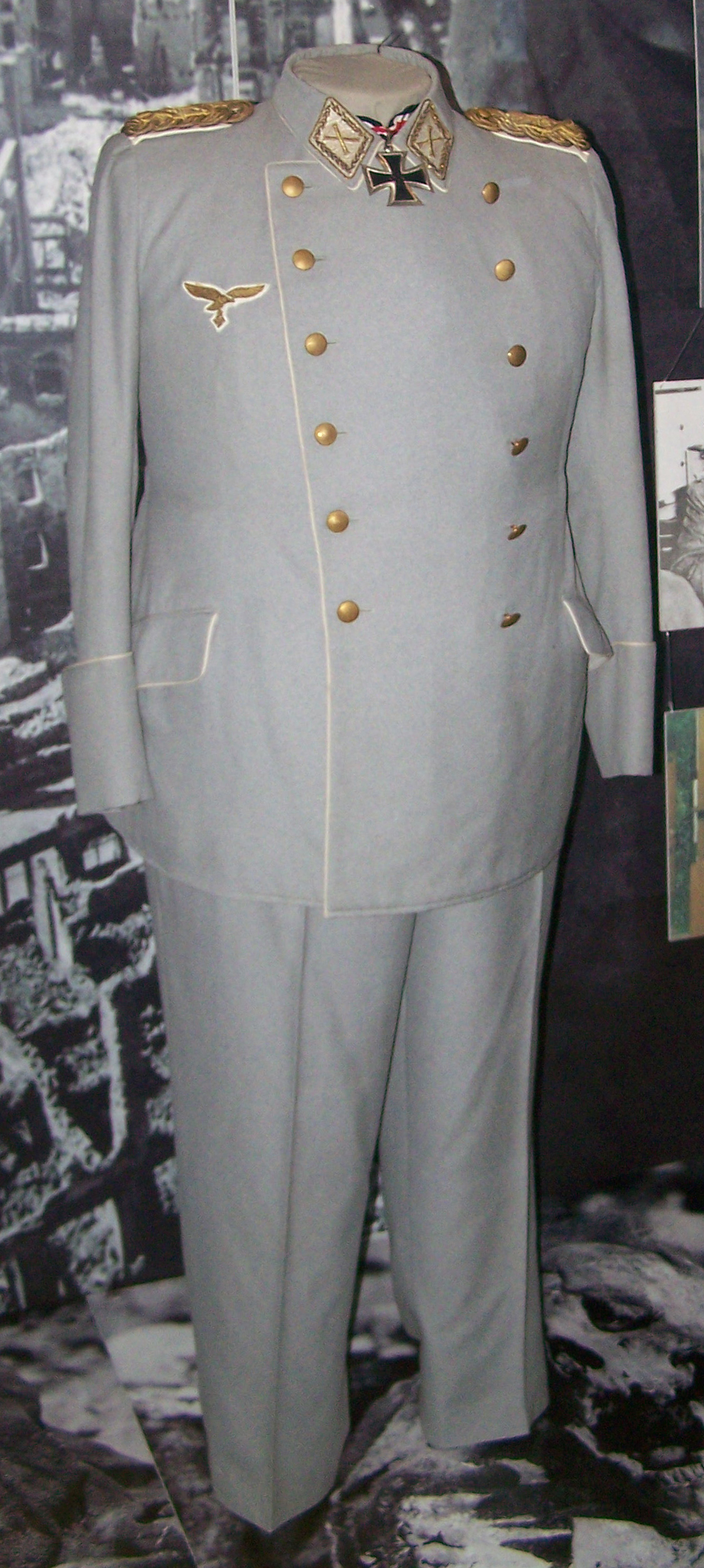
Mundur Hermanna Goeringa
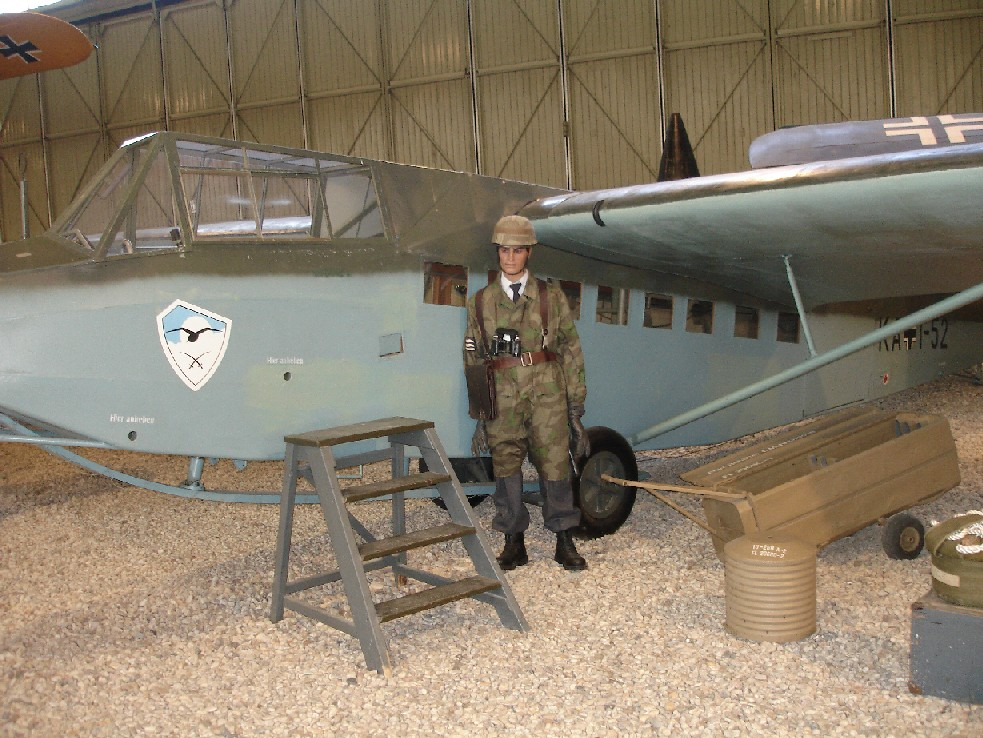
Replika szybowca DFS 230